# Naarda nodariodes
Naarda nodariodes är en fjärilsart som beskrevs av Louis Beethoven Prout 1928. Naarda nodariodes ingår i släktet Naarda och familjen nattflyn. Inga underarter finns listade i Catalogue of Life.